# Панцергренадери
Панцергренадери (нім. Panzergrenadier — від нім. Panzer броня, нім. Grenadier — гренадер), (абревіатура PzGren (сучасна) та PzG (Друга світова війна)) — підрозділи моторизованої або механізованої піхоти, що входили до складу сухопутних військ Третього Рейху за роки Другої світової війни, основними засобами переміщення на полі бою яких були бронетранспортери, бронеавтомобілі тощо. На початку XXI століття панцергренадери — це формування моторизованої піхоти, які існують в арміях бундесверу, Австрії та Швейцарії.
Також, у німецькій армії «панцергренадер» (нім. Panzergrenadier (Pzg)) — найнижче військове звання рядового складу в моторизованих військах Бундесверу.
Термін «панцергренадери» не використовувався в німецькій номенклатурі до червня 1942, доки мотопіхотні полки (нім. Schutzen) не були перейменовані на гренадерські полки. Всі танкові дивізії мали у своєму складі один або два мотопіхотні/панцер-гренадерські полки. Остаточного вигляду панцер-гренадерські дивізії набули тільки в 1943 році. Проте їх основу становили старі мотопіхотні дивізії, деякі з них існували ще з серпня 1939. Згодом у кінці війни певна кількість панцер-гренадерських дивізій була переформована на танкові. Можна сказати, що мотопіхота в танкових або мотопіхотних дивізіях являла собою точно такий же тип солдатів і грала в бою точно таку ж роль, як і панцергренадери, що прийшли їм на зміну у 1943-45.
Приставка до назви «гренадерська» мала значення почесного найменування й слугувала для підняття бойового духу.